# Памфил Миразчиски
Памфил или Панфил Иванов Миразчиев или Миразчиски е български революционер, деец на Вътрешната македоно-одринска революционна организация и Вътрешната македонска революционна организация.

## Биография
Роден е на 3 март 1879 година в беровското село Смоймирово, както сам казва „от родители чисти българи“. В 1901 година влиза във ВМОРО. В 1905 година е арестуван от османските власти и осъден на една година затвор, която излежава в Скопския затвор. След освобождението си става ръководител на смоймировския революционен комитет и го оглавява до 1912 година.
При избухването на Балканската война в 1912 година е доброволец в Шестдесет и девети пехотен полк от Драмската бригада на Българската армия. След Междусъюзническата война, в 1914 година е принуден да напусне останалото в Сърбия Смоймирово, поради терора на властите.
При намесата на България в Първата световна война в 1915 година служи в 6-и полк на 11-а пехотна македонска дивизия, а на 16 юни 1916 година е прехвърлен в 3-а дружина, 1-а картечна рота на 12-а сборна дивизия.
След загубата на войната и повторното попадане на Вардарска Македония в Сърбия, Миразчиев влиза във възстановената ВМРО и е ръководител в Смоймирово до 1922 година. Заподозрян от властите в 1922 година става нелегален в Малешевската околийска чета с войвода Стефан Кръстев – Пиперката, а по-късно Борис Тиков. Четник е до 1923 година и взима участие в сражението в местонстта Огнаница, Владимировско, местността Шабан, Беровско, и местността Дебелия рид, Беровско.
В 1927 година се връща в Смоймирово, но на 23 януари 1930 година е арестуван и осъден на 20 години затвор. Лежи в затвора до 13 април 1941 година, когато е освободен от германските окупационни войски.
На 19 април 1943 година, като жител на Смоймирово, подава молба за българска народна пенсия, която е одобрена и пенсията е отпусната от Министерския съвет на Царство България.